# Alive in Joburg
Pour plus de détails, voir Fiche technique et Distribution.
Alive in Joburg est un court métrage de science-fiction canadien réalisé par Neill Blomkamp en 2006. Ce court métrage de 6 minutes a été filmé à Johannesbourg, en Afrique du Sud. Le film explore des thèmes relatifs à l'apartheid et a été remarqué autant pour ses effets spéciaux que pour son style pseudo-documentaire. Il a servi de base à la réalisation de District 9.

## Synopsis et thèmes
En 1990, Johannesbourg accueille de nombreux réfugiés extraterrestres, dont les énormes vaisseaux (plus d'un kilomètres de long) stationnent au dessus de la ville. La population humaine est tout d'abord émerveillée par la technologie avancée des extraterrestres (exosquelettes) et les accueille à bras ouverts. Néanmoins, les extraterrestres sont parqués dans des bidonvilles et commettent crimes et délits pour survivre. Composé d'interviews et séquences filmées type reportage, le film montre les tensions croissantes entre les civils et les réfugiés, notamment lorsque les vaisseaux commencent à utiliser l'eau et l'électricité de la ville.
Parce que l'action se déroule pendant l'apartheid, les extraterrestres sont obligés de vivre avec la population noire, déjà oppressée, provoquant de nombreux conflits.
Toutes les interviews qui ne mentionnent pas explicitement les extraterrestres sont authentiques et concernent les réfugiés zimbabwéens en Afrique du Sud. C'est en réalisant ces interviews qu'est venue l'idée au réalisateur Neill Blomkamp que des aliens vivaient à Johannesburg.

## Fiche technique
- Titre : Alive in Joburg
- Réalisation : Neill Blomkamp
- Scénario : Neill Blomkamp
- Musique : Clinton Shorter, Drazen Bosnjak
- Production :  Sharlto Copley, Simon Hansen
- Sociétés de production : Spy Films
- Sociétés de distribution : Spy Films
- Durée : 6 minutes
- Pays d'origine : Canada
- Langues originales : anglais
- Dates de sortie : 6 septembre 2006 (l’Étrange Festival)